# Kerala State Film Award de la meilleure actrice
Le Kerala State Film Award de la meilleure actrice est l'une des catégories des Kerala State Film Awards, présentées annuellement, depuis 1969, en Inde. Il est décerné à une actrice, pour la meilleure performance au sein de l'industrie cinématographique malayalam. Jusqu'en 1997, les prix étaient gérés directement par le département des affaires culturelles du gouvernement du Kerala. Depuis 1998, la Kerala State Chalachitra Academy (en), une organisation autonome à but non lucratif, fonctionnant sous l'égide du département des affaires culturelles, exerce un contrôle sur les prix. Les lauréates, choisies par un jury indépendant formé par l'académie, sont déclarés par le ministre des affaires culturelles et sont présentées par le ministre en chef.
La 1re cérémonie des Kerala State Film Awards a eu lieu en 1970 et Sheela a reçu le prix de la meilleure actrice pour son rôle dans Kallichellamma (en) (1969),. L'année suivante, Sharada est récompensée pour ses performances dans deux films : Thriveni (en) et Thara (en). Depuis lors, plusieurs actrices ont été récompensées pour plus d'un film au cours d'une année. 

## Liste des lauréates
| * | Indique un prix conjoint pour cette année |

| Année | Lauréate(s)          | Film(s)                                                                          | Ref    |
| ----- | -------------------- | -------------------------------------------------------------------------------- | ------ |
| 1969  | Sheela               | Kallichellamma (en)                                                              | [ 7 ]  |
| 1970  | Sharada              | Thriveni (en) Thara (en)                                                         | [ 7 ]  |
| 1971  | Sheela               | Oru Penninte Kadha (en) Sarasayya (en) Ummachu (en)                              | [ 7 ]  |
| 1972  | Jayabharathi (en)    | Différents films                                                                 | [ 7 ]  |
| 1973  | Jayabharathi (en)    | Madhavikutty (en) Gayathri (en)                                                  | [ 7 ]  |
| 1974  | Lakshmi              | Chattakari (en)                                                                  | [ 7 ]  |
| 1975  | Rani Chandra         | Swapnadanam (en)                                                                 | [ 7 ]  |
| 1976  | Sheela               | Anubhavam (en)                                                                   | [ 7 ]  |
| 1977  | Santhakumari (en)    | Chuvanna Vithukal (en)                                                           | [ 7 ]  |
| 1978  | Shoba                | Ente Neelakaasham (en)                                                           | [ 7 ]  |
| 1979  | Srividya (en)        | Edavazhiyile Poocha Minda Poocha (en) Jeevitham Oru Gaanam (en)                  | [ 7 ]  |
| 1980  | Poornima Jayaram     | Manjil Virinja Pookka (en)                                                       | [ 7 ]  |
| 1981  | Jalaja (en)          | Venal (en)                                                                       | [ 8 ]  |
| 1982  | Madhavi              | Ormakkayi (en)                                                                   | [ 8 ]  |
| 1983  | Srividya (en)        | Rachana (en)                                                                     | [ 8 ]  |
| 1984  | Seema (en)           | Aksharangal (en) Aalkkoottathil Thaniye (en)                                     | [ 8 ]  |
| 1985  | Seema (en)           | Anubandham (en)                                                                  | [ 8 ]  |
| 1986  | Shari (en)           | Namukku Parkkan Munthiri Thoppukal (en)                                          | [ 8 ]  |
| 1987  | Suhasini             | Ezhuthappurangal (en)                                                            | [ 8 ]  |
| 1988  | Anju (en)            | Rugmini (en)                                                                     | [ 8 ]  |
| 1989  | Urvashi (en)         | Mazhavilkavadi (en) Varthamana Kalam (en)                                        | [ 8 ]  |
| 1990  | Urvashi (en)         | Thalayanamanthram (en)                                                           | [ 8 ]  |
| 1991  | Urvashi (en)         | Kadinjool Kalyanam (en) Kakkathollayiram (en) Bharatham (en) Mukha Chithram (en) | [ 9 ]  |
| 1992  | Srividya (en)        | Daivathinte Vikrithikal (en)                                                     | [ 9 ]  |
| 1993  | Shobana              | Manichitrathazhu                                                                 | [ 9 ]  |
| 1994  | Shanthi Krishna (en) | Chakoram (en)                                                                    | [ 9 ]  |
| 1995  | Urvashi (en)         | Kazhakam (en)                                                                    | [ 9 ]  |
| 1996  | Manju Warrier (en)   | Ee Puzhayum Kadannu (en)                                                         | [ 9 ]  |
| 1997  | Jomol (en)           | Ennu Swantham Janakikutty (en)                                                   | [ 9 ]  |
| 1998  | Sangita (en)         | Chinthavishtayaya Shyamala (en)                                                  | [ 9 ]  |
| 1999  | Samyuktha Varma (en) | Veendum Chila Veettukaryangal (en)                                               | [ 9 ]  |
| 2000  | Samyuktha Varma (en) | Madhuranombarakattu (en) Mazha (en) Swayamvara Panthal (en)                      | [ 10 ] |
| 2001  | Suhasini             | Theerthadanam (en)                                                               | [ 10 ] |
| 2002  | Navya Nair (en)      | Nandanam (en)                                                                    | [ 10 ] |
| 2003  | Meera Jasmine (en)   | Kasthooriman (en) Paadam Onnu: Oru Vilapam (en)                                  | [ 10 ] |
| 2004  | Kavya Madhavan (en)* | Perumazhakkalam (en)                                                             | [ 10 ] |
| 2004  | Geetu Mohandas (en)* | Akale (en) Oridam (en)                                                           | [ 10 ] |
| 2005  | Navya Nair (en)      | Saira (en) Kanne Madanguka (en)                                                  | [ 10 ] |
| 2006  | Urvashi (en)         | Madhuchandralekha (en)                                                           | [ 10 ] |
| 2007  | Meera Jasmine (en)   | Ore Kadal (en)                                                                   | [ 10 ] |
| 2008  | Priyanka Nair (en)   | Vilapangalkappuram (en)                                                          | [ 10 ] |
| 2009  | Swetha Menon (en)    | Paleri Manikyam (en)                                                             | [ 10 ] |
| 2010  | Kavya Madhavan (en)  | Khaddama (en)                                                                    | [ 10 ] |
| 2011  | Swetha Menon (en)    | Salt N' Pepper (en)                                                              | [ 10 ] |
| 2012  | Rima Kallingal (en)  | 22 Female Kottayam (en) Nidra (en)                                               | [ 10 ] |
| 2013  | Ann Augustine (en)   | Artist (en)                                                                      | [ 11 ] |
| 2014  | Nazriya Nazim        | Bangalore Days (en) Ohm Shanthi Oshaana (en)                                     | [ 12 ] |
| 2015  | Parvathy Thiruvothu  | Charlie (en) Ennu Ninte Moideen (en)                                             | [ 13 ] |
| 2016  | Rajisha Vijayan (en) | Anuraga Karikkin Vellam (en)                                                     | [ 14 ] |
| 2017  | Parvathy Thiruvothu  | Take Off (en)                                                                    | [ 15 ] |
| 2018  | Nimisha Sajayan (en) | Oru Kuprasidha Payyan (en) Chola (en)                                            | [ 16 ] |
| 2019  | Kani Kusruti         | Biriyaani                                                                        | [ 17 ] |